# Gouvernement Fortis II
Royaume d'Italie
Fortis I Sonnino I
Le gouvernement Fortis II (Governo Fortis II, en italien) est le gouvernement du royaume d'Italie entre le 24 décembre 1905 et le 8 février 1906, durant la XXIIe législature.

## Composition
Composition du gouvernement
- Gauche historique

### Président du conseil des ministres
Alessandro Fortis